# マッチョ・ドラゴン
「マッチョ・ドラゴン」は、1985年11月1日にリリースされた藤波辰巳のシングルレコード。

## 解説
原曲はガイアナ出身のレゲエ歌手、エディ・グラントが1984年に発表した 「街角ボーイズ（原題：Boys in the Street）」である。これに原曲とは無関係の日本語の歌詞を付けた上で藤波がカバー、自身の入場曲として使用した。
シングルレコードとして発売され、藤波の独特の声質と歌唱力の低さ、アニメソングを彷彿とさせる歌詞などが相まって「藤波が歌う奇抜な曲」としてプロレスファンの間で知られるようになる。その後、1985年に『コサキンワールド なんでもねぇんだよゲベロッチョ』の人気コーナーだったコサキンソングとして取り上げられ、『電気GROOVE ビリビリ行こうぜ』や『スーパーFMマガジン』でも紹介されるなど、ごく限られたカルト的な評価ではあるがプロレスファン以外の層に対する知名度を高めた。

## その後
当初はボーカル入りのものを入場曲として使用していたが、後にインストゥルメンタル版に変更した。数年後にCD版が発売される予定だったが、藤波本人が断ったため見送られている。そのため最初に発売されたシングルレコード版が唯一のソフト化作品、入手も極めて困難という状態が長期間続いた。しかし1999年、キングレコードから発売されたオムニバスアルバム「格闘音楽大全プロレスQ第5回 プロレス紅白」内の1曲として収録され、初めてCD化された。同作以外では編曲者若草恵のオムニバスアルバム「若草恵 サウンドマジック 〜編曲美学〜」にも収録されている。また、インストゥルメンタル版は権利元への問い合わせで音源の存在があきらかになり、2000年発売の「格闘音楽大全 プロレスQ777DX」にて初めて音源化がなされた。2000年代に入るとインターネットの隆盛により、動画サイト等にこの楽曲を使ったMAD動画やMV本編がアップロードされ、若年層のプロレスファンにも認知される大きな原動力となった。
ケンドー・カシンが2004年頃にヨーロッパ遠征中、「マッチョ・ドラゴン」を入場曲に使用しており、2005年のG1 CLIMAXでも同曲で入場して会場を沸かせた。
2022年9月10日にNHK総合テレビジョンで放送された『1オクターブ上の音楽会』に藤波が出演し「マッチョ・ドラゴン」を披露した。
2023年11月3日、オリジナル盤と同内容の7インチアナログ盤として枚数限定で再発売された。再発売盤は同日付のオリコンデイリーシングルランキングで4位を獲得した。

## 評価
藤波本人が「決して上手いとは思っていない」と語るほどの歌唱力ではあるが、「お客さんに対してのサービスって言うのかな。気持ちでね、聞いてもらおうという感じでね、精魂込めて歌いました」と述べている。
関根勤は『コサキン』内で「幼稚園児のような歌い方」と評しており、後年フジテレビのバラエティー番組『とんねるずのみなさんのおかげでした』に出演した際にもこの曲について触れ「藤波さんね、若い頃にレコード出してるんだよ。でも小学生が歌ってるみたいなんだよね」と発言した。カシンは『週刊ゴング』のインタビューの中で「世界中どこで流しても客が笑う不思議な曲」と述べ、藤波の歌唱力を「日本語の曲とは思えない」と独特のジョークで表現している。
小林幸子は藤波の歌声について、「とても可愛らしく、優しい人柄が伝わってくる」「もっと歌が上手な人はたくさんいるが、藤波さんの歌は聴くだけで明るい気持ちになれる。これは誰にでも出来ることではない」と絶賛した。
作詞した森雪之丞は、歌唱について「マッチョ・ドラゴンではなく、マッチョ・エンジェルだった」「天使の歌声」と評した。
前述の『みなさんのおかげでした』の他にも、山下達郎が『山下達郎のサンデー・ソングブック』で取り上げるなど再注目されている。山下は、原曲であるエディ・グラント版よりも「演奏が全然いい」、歌声は「マッチョな人の声とは思えない、かわいい歌」とコメントしている。

## エピソード
木村健悟によれば、試合前にレスラーが集まってトレーニングを行っていた際、何者かが「マッチョ・ドラゴン」を流したところ、血相を変えて飛んできた藤波が音響機材からテープを引っ張り出し、再び流せないようにゴングを鳴らすための木槌でテープを叩いて割ったという。

## 収録曲
シングル「マッチョ・ドラゴン」（7DX1391）のジャケット裏には「ドラゴン体操」のジャケットが掲載されており、事実上同シングルは両A面扱いである。
1. マッチョ・ドラゴン
  - 作曲: エディ・グラント、日本版詞: 森雪之丞、編曲: 若草恵
  - 藤波辰巳・テーマ曲
  - サビのコーラス・パートは藤波本人ではなく、プロの男性シンガーによるもの。
  - PVも製作、公開された（1985年12月発売のVHS『エンターテイメント・ビデオ 藤波辰巳/マッチョ・ドラゴン』に収録）。内容は藤波と二人の女性バックダンサーが空手の型をベースとしたダンスを踊るものでシリアスな雰囲気ながら、振り付けがどこかシュールで、楽曲との相乗効果もあり、笑いを誘うものであった。
2. ドラゴン体操
  - 作詞: 猪俣憲司、作曲: 根本正孝、伴奏: NECパソコン・オーケストラ
  - テレビ朝日『パックンたまご』挿入歌
  - 子供へのヒットを狙った、動物をテーマにした童謡風の楽曲。
  - この曲にもPVが存在し（「マッチョ・ドラゴン」と共にVHS『エンターテイメント・ビデオ 藤波辰巳/マッチョ・ドラゴン』に収録）、歌詞に登場する動物たちの映像をバックに、藤波が「ドラゴン探検隊」と称した7人の子供たちと踊るもの。藤波はジャケットと同じピンク色のトレーナーを着ている。